# Saint-Loup-en-Comminges
Saint-Loup-en-Comminges är en kommun i departementet Haute-Garonne i regionen Occitanien i södra Frankrike. Kommunen ligger i kantonen Boulogne-sur-Gesse som tillhör arrondissementet Saint-Gaudens. År 2022 hade Saint-Loup-en-Comminges 38 invånare.

## Befolkningsutveckling
Antalet invånare i kommunen Saint-Loup-en-Comminges
Referens:INSEE